# Xã Concord, Quận Erie, Pennsylvania
Xã Concord (tiếng Anh: Concord Township) là một xã thuộc quận Erie, tiểu bang Pennsylvania, Hoa Kỳ. Năm 2010, dân số của xã này là 1.344 người.